# コペンハーゲン砲撃

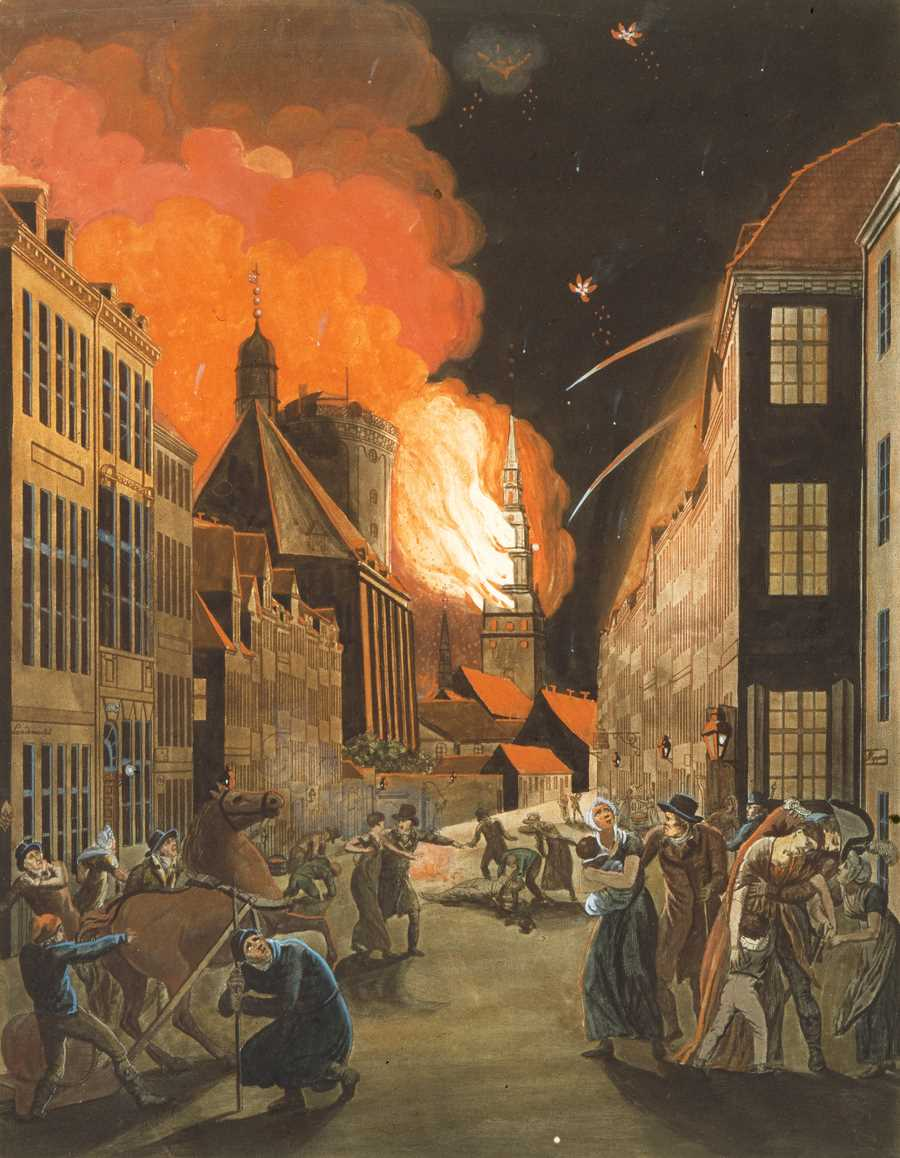
クリストファー・ヴィルヘルム・エッカースベルグによって描かれたコペンハーゲン砲撃の様子

コペンハーゲン砲撃とは、1807年9月2日から9月5日の間ナポレオン戦争中のコペンハーゲンの戦いでイギリスがデンマークのコペンハーゲンの市街地を砲撃し、民間人を虐殺した事件である。

## 背景
ナポレオン戦争の際、デンマークは中立を維持しようとしていたものの、イギリスに対抗するロシア帝国、スウェーデン、プロイセンの第二次武装中立同盟に加盟した。しかし1801年にイギリスがデンマークを攻撃すると（コペンハーゲンの海戦）、デンマークは中立同盟から脱退することになった。
この後、食料供給などに不安を感じていたデンマーク＝ノルウェーは出来る限りイギリスを敵に回さないよう努めていたが、イギリスはナポレオン・ボナパルトがデンマーク＝ノルウェーの艦隊を狙っているのではないかという不安を募らせた。デンマークはフランスに味方するのではないかと予想されていたが、イギリスはデンマークに対して艦隊の引き渡しを条件とする同盟交渉を試みようとした。

## コペンハーゲンの戦い
デンマーク軍がイギリス軍の要求を拒否したため、交渉は決裂した。イギリス軍は1807年9月2日から5日にかけて、コペンハーゲン市街地を砲撃した。1日目は火災が38箇所ほどで発生し、消防士の努力によって鎮火されたが、激しい攻撃が継続し、3日目には聖母教会も炎上した。この砲撃により、軍人を含め195人の民間人死傷者と768人の負傷者が発生した。300発のコングリーヴ・ロケットにより、コペンハーゲン市街地は火の海と化した。当時住民は避難しており、消火活動は思う様に進まなかった。その結果、1,000棟を超える建物が焼け落ちた。4日間での死者数は、2000人ほどと推定されている。
9月5日にデンマーク軍は和平を求め、9月7日に降伏文書に署名した。デンマーク軍はイギリス軍に対し、海軍とその軍需品をイギリス軍に引き渡すことに合意した。10月になるとイギリス軍はデンマーク海軍の軍艦を没収し、コペンハーゲンから去って行った。

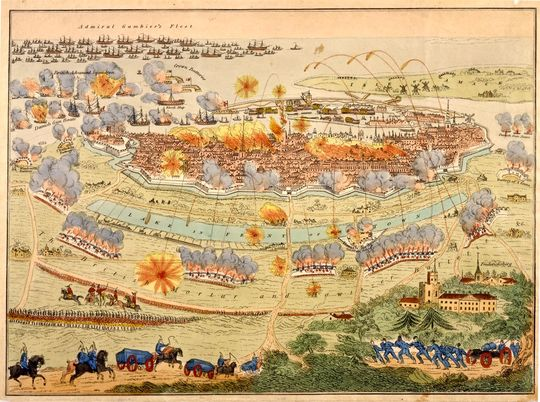
イギリス軍がコペンハーゲン市街地を攻撃している様子 (1807年)
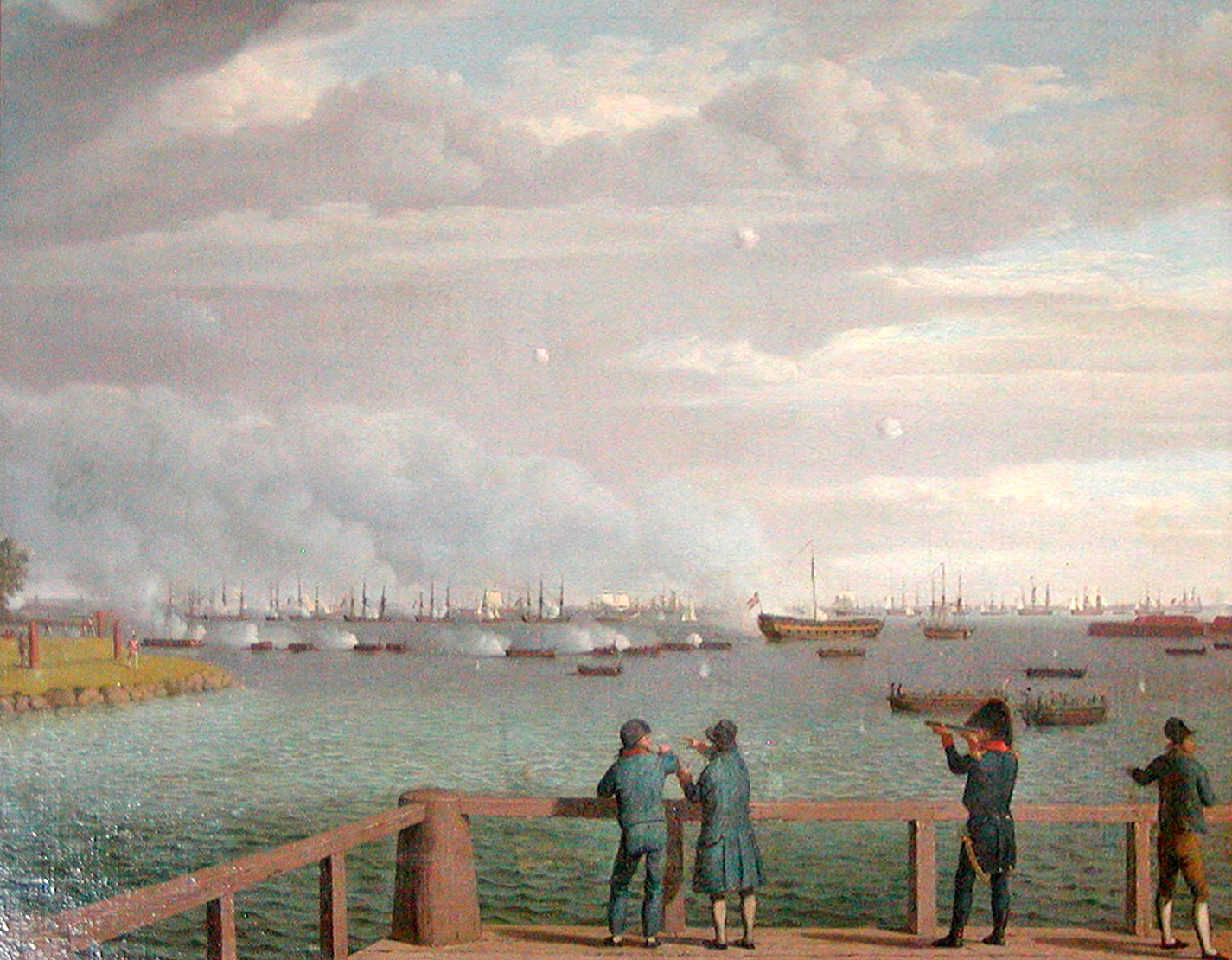
当時のデンマーク人の画家が描いた陸上から見た戦闘のシーン。
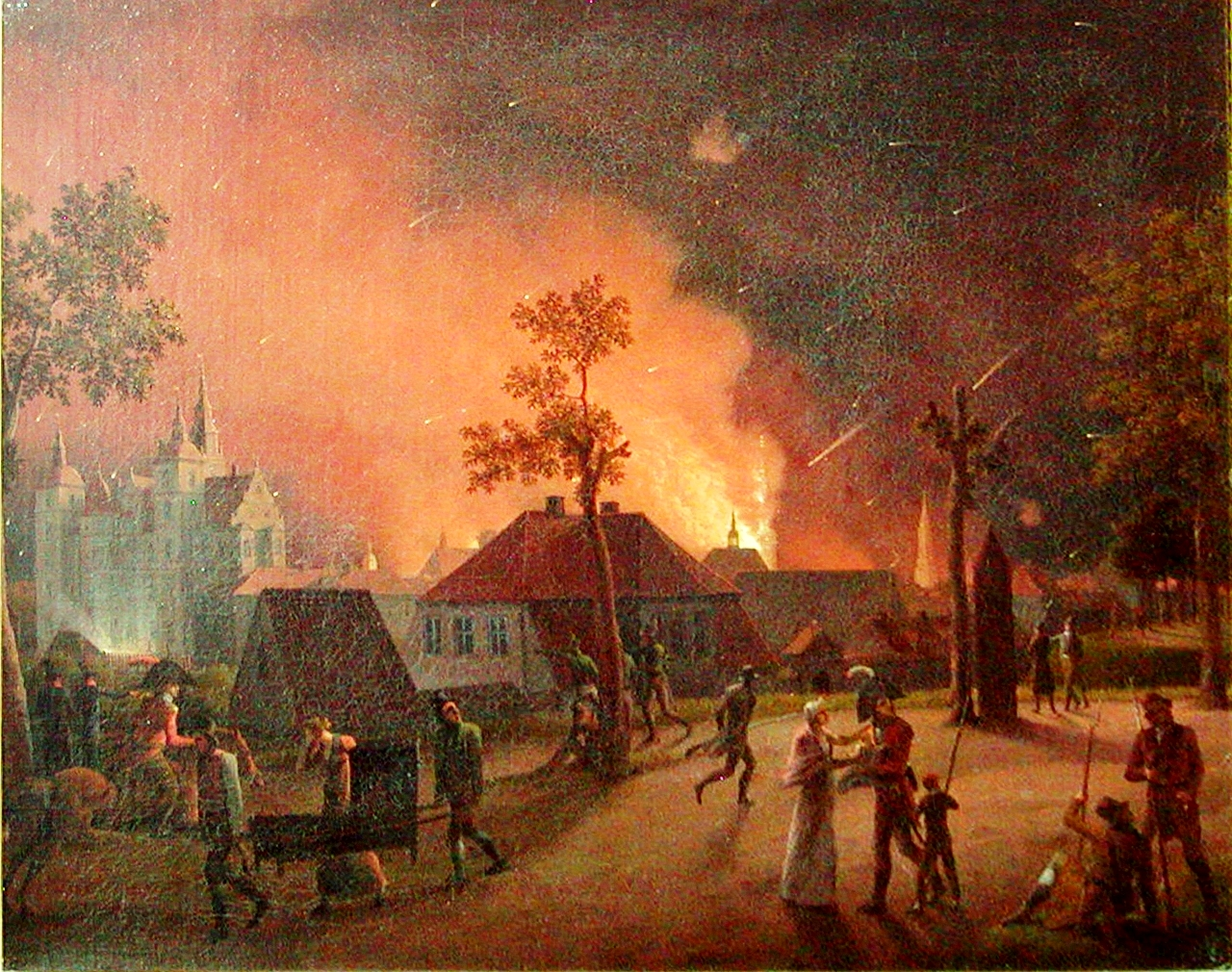
砲撃されているコペンハーゲン市街地 (9月4日夜)
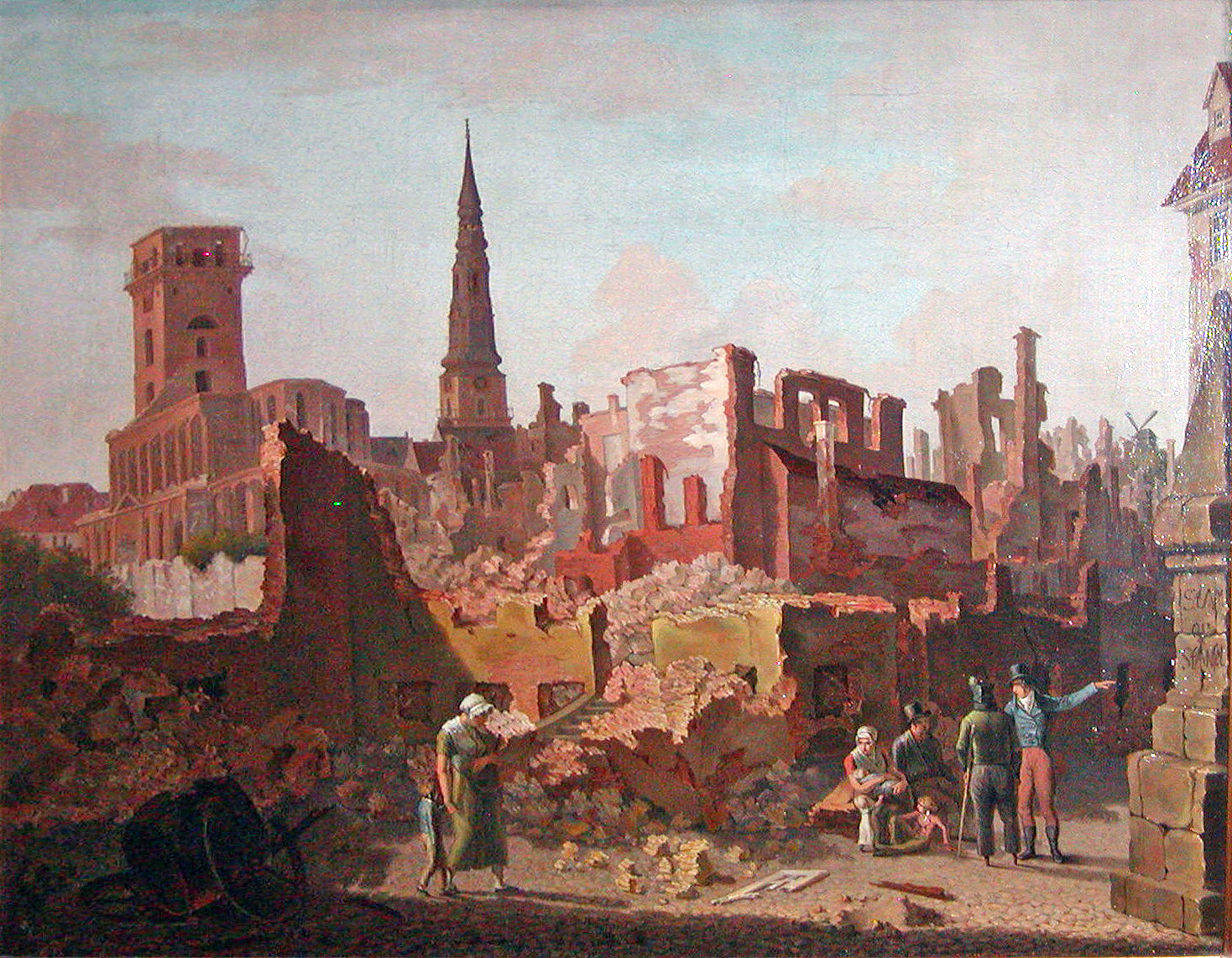
砲撃後のコペンハーゲン市街地 (1807年)
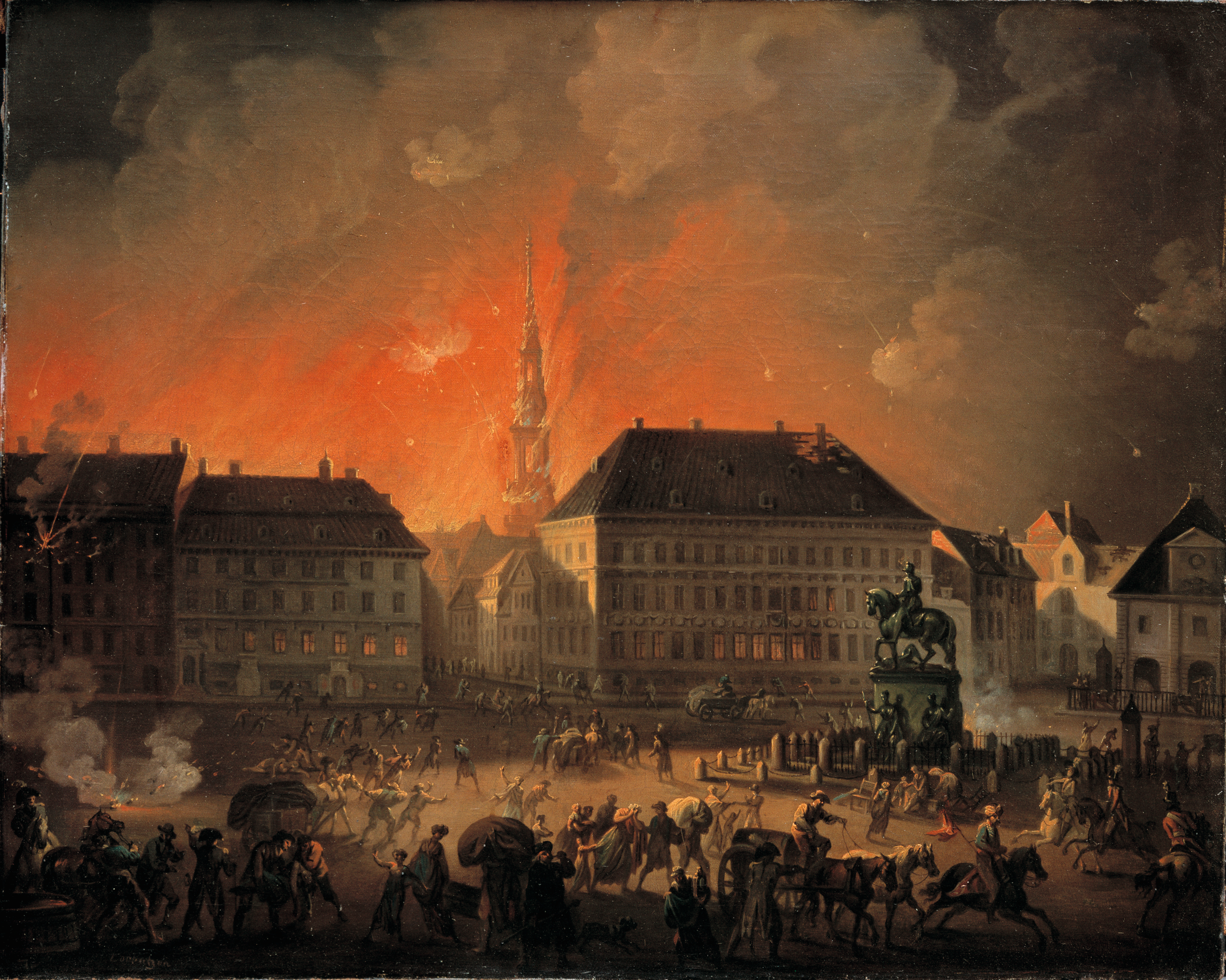
最も悲惨な夜:イギリス軍による市街地砲撃中のコンゲンス・ニュートー広場の様子 (1807年9月4日から5日にかけて)
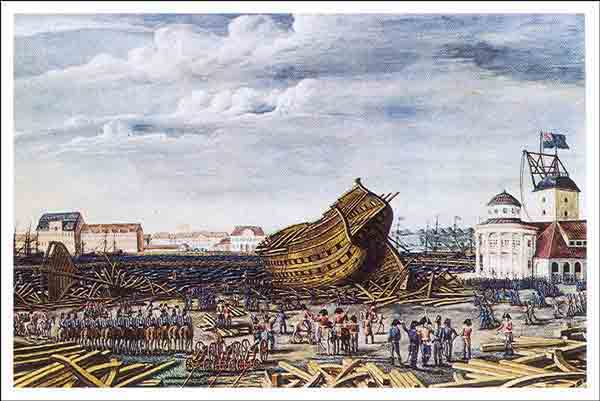
クリストファー・ヴィルヘルム・エッカースベルグの作品: 「イギリス軍が建設途中のホルメン（英語版）でデンマークの船舶を破壊している様子」